# Bauxitbeton
A bauxitbeton Spiegel Béla vegyészmérnök  bauxitcement (aluminátcement) előállítására vonatkozó szabadalma alapján gyártott beton volt.
1927-ben szabadalmaztatta a bauxitcement előállításának új módját, majd 1928-ban üzembe helyezte az első hazai bauxitcementgyárat Felsőgallán.
 A alumíniumcementnek nevezett kötőanyagnak, a  portlandcementtel azonos volt a kötésideje, azonban egy nap alatt elérte azt a szilárdságot, amelyet a portlandcement csak 28 nap alatt.

A bauxitbetont Magyarországon 1928-tól az 1940-es évek elejéig széles körben használták építkezéseknél. Márkaneve CITADUR volt.
A bauxitcement további előnye volt, hogy ellenállt a talajvíz kémiai hatásának. Még -5 C foknál is használható volt.

## A bauxitbeton épületek felülvizsgálata
Az 1950-es évektől a bauxitbetonból készült épületeknél állékonysági problémák merültek fel (repedések jelentkeztek a falakon stb.)  Az érintett épületeket 1968 óta rendszeresen vizsgálták. (6/1967. ÉVM körrendelet)
1997-ben hatályon kívül helyezték az időszakos felülvizsgálati kötelezettségről szóló 23/1970. számú ÉVM rendeletet. Később a 191/2009. (IX. 15.) Korm. rendelet volt az  irányadó. 